# Doce monos
Doce monos (Twelve Monkeys en inglés) es una película estadounidense de ciencia ficción de 1995. Está protagonizada por Bruce Willis, Madeleine Stowe y Brad Pitt.
Dirigida por Terry Gilliam, e inspirada en la película La Jetée (1962), de Chris Marker, está protagonizada por Bruce Willis, Madeleine Stowe, Brad Pitt y Christopher Plummer. Después de que Universal Studios adquiriera los derechos de autor para hacer una versión de La Jetée de mayor duración, se contrató a David y Janet Peoples para que escribieran el guion. Su trama describe la historia de un prisionero llamado James Cole (Bruce Willis) que, en un mundo postapocalíptico, se ofrece como voluntario para un experimento científico que tiene como finalidad viajar al pasado para saber qué provocó la situación en la que se vive en el futuro.
Bajo la dirección de Gilliam, Universal les otorgó un presupuesto de 29,5 millones de dólares, y el rodaje tuvo lugar entre febrero y mayo de 1995. Se filmó sobre todo en Baltimore y Filadelfia, donde la historia transcurre. La película recibió alabanzas de la crítica tras su lanzamiento y recaudó 168,4 millones de dólares a nivel mundial. Brad Pitt recibió una nominación al Óscar al mejor actor de reparto y ganó un Globo de Oro en esa misma categoría. El filme fue nominado y ganó en varias categorías de los premios Saturn.

## Argumento

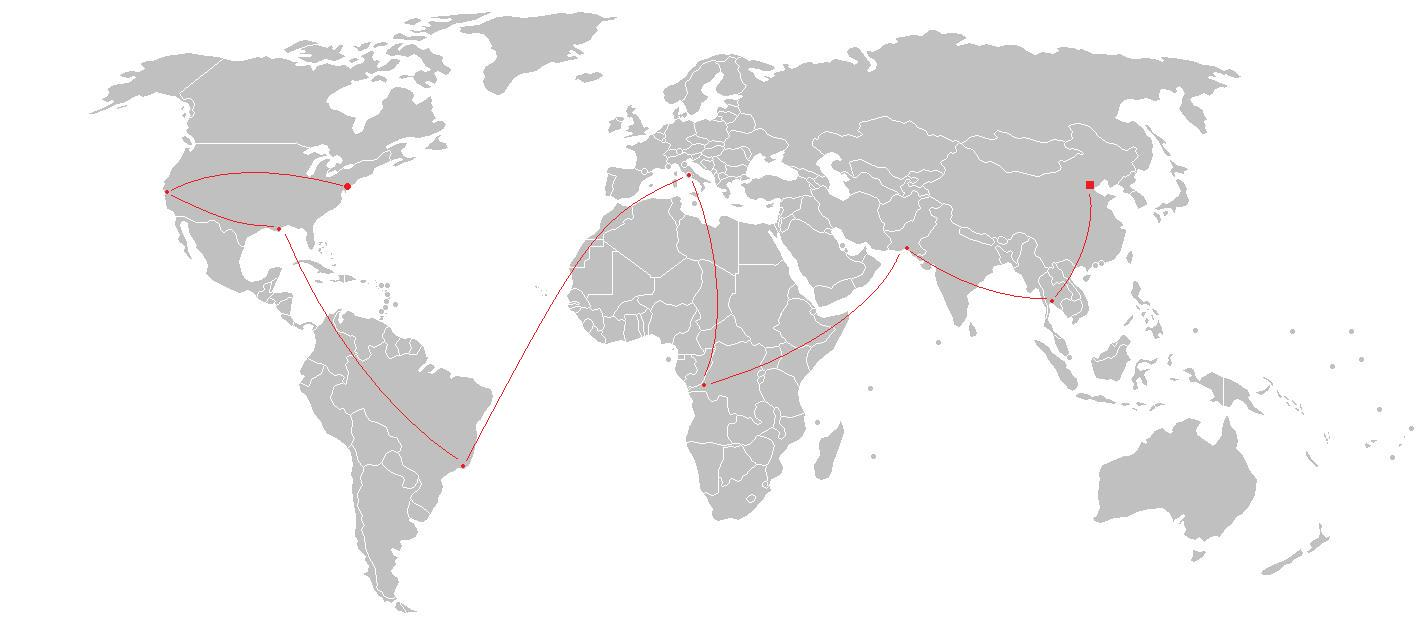
Distribución hipotética del virus memorizada por Cole

James Cole (Bruce Willis) es un criminal convicto que vive en un siniestro futuro postapocalíptico en Filadelfia. Entre 1996 y 1997, la superficie de la Tierra había sido contaminada con un virus tan poderoso que obligó a la población superviviente a vivir bajo el suelo. Con el fin de ganar una indulgencia, Cole solicita a los científicos ser enviado a peligrosas misiones al pasado para recolectar información sobre el virus, supuestamente liberado por una organización terrorista conocida como el "Ejército de los Doce Monos". En lo posible, se le pide que extraiga muestras de aquel agente patógeno para poder descubrir una cura. A lo largo del filme, Cole experimenta sueños recurrentes acerca de una persecución y un disparo en un aeropuerto, sueños que él no logra descifrar.
En su primera misión, Cole llega a Baltimore en 1990, no en 1996, como estaba previsto. Es arrestado e internado en un hospital psiquiátrico, debido al diagnóstico de la doctora Kathryn Railly (Madeleine Stowe). Allí conoce a Jeffrey Goines (Brad Pitt), un paciente anticonsumista obsesionado con los derechos de los animales. Cole intenta en vano dejar un mensaje de voz en un número monitoreado por los científicos del futuro. Después de una fallida tentativa de fuga, es encerrado en una celda, pero luego desaparece, y regresa al futuro. De vuelta en su propio tiempo, los científicos lo interrogan y le muestran un distorsionado mensaje que habla de la localización del Ejército de los Doce Monos y confirma que ellos son los responsables de haber dispersado el virus. También le enseñan fotografías de varias personas, entre las que se cuenta Goines. En un segundo intento los científicos se vuelven a equivocar y esta vez lo envían a una trinchera en Francia durante la Primera Guerra Mundial, donde es herido por una bala. Finalmente, lo envían a 1996.
Cole secuestra a Railly e inicia una búsqueda destinada a hallar a Goines, ya que él había sido el fundador de la organización terrorista. Cuando es enfrentado, este personaje niega conocer el virus y dice que Cole había pensado en acabar con la humanidad en el hospital en 1990. Cuando la policía llega, Cole desaparece de nuevo y, después de este incidente, la doctora empieza a dudar de su diagnóstico, ya que encuentra pruebas de que está diciendo la verdad (tales como la bala en la pierna de Cole, que —extraída por ella misma— resulta ser una bala de la Primera Guerra Mundial, y también ve una foto de ese combate en las trincheras en la que aparece Cole. O la predicción de Cole de que un niño desaparecido estaba en realidad escondido, lo estaban transmitiendo las noticias por televisión y Cole recordaba ese caso por haberlo visto en su niñez). 
Por el contrario, el viajero del tiempo empieza a pensar que sus experiencias son alucinaciones y convence a los científicos de enviarlo otra vez al pasado. Railly deja un mensaje de voz en un número rastreado por los científicos para probar la locura de Cole, con lo que crea el mensaje que estos le habían transmitido antes de enseñarle su segunda misión. Es entonces como ambos se dan cuenta de que la epidemia que él anunciaba sería real y elaboran planes para disfrutar el poco tiempo que les queda.
En su camino al aeropuerto, descubren que el Ejército de los Doce Monos es una cortina de humo; todos sus planes consisten en demorar el tránsito liberando animales del zoológico. Una vez allí, Cole envía un último mensaje diciendo que esta organización no es culpable y que ya no volvería. En ese instante, aparece José, un conocido suyo proveniente del futuro, que le da un arma e instrucciones para completar su misión. Railly detecta el verdadero culpable de la epidemia: el doctor Peters (David Morse), un asistente del laboratorio de virología de los Goines. Peters embarcaría hacia una numerosa lista de ciudades, que coincide con la secuencia (memorizada por Cole) de dispersión de la enfermedad. Más tarde, es herido mortalmente por un disparo mientras trata de detener a Peters. Mientras muere en brazos de Railly, esta mira a un niño —el pequeño James Cole—, que presencia su propia muerte. Es esta la escena que se repite en sus sueños a lo largo de la película. Finalmente, Peters, una vez dentro del avión, se sienta al lado de Jones (Carol Florence), una de las más prominentes científicas en el futuro.

## Reparto
- Bruce Willis como James Cole.
- Madeleine Stowe como Kathryn Railly.
- Brad Pitt como Jeffrey Goines.
- Christopher Plummer como el doctor Goines (padre de Jeffrey Goines).
- Jon Seda como José.
- Christopher Meloni como el Teniente Halperin
- David Morse como el doctor Peters.
- Frank Gorshin como el doctor Fletcher.
- Vernon Campbell como Tiny.
- Lisa Gay Hamilton como Teddy.
- Bob Adrian como el geólogo.
- Simon Jones como el zoólogo.
- Carol Florence como la astrofísica Jones.
- Bill Raymond como el microbiólogo.
- Thomas Roy como el predicador callejero.

## Producción

### Orígenes
La idea que dio origen a Doce monos surgió del productor ejecutivo Robert Kosberg, fanático de la película francesa La Jetée (1962). Kosberg persuadió al director del filme, Chris Marker, de vender el proyecto a Universal Pictures, sentando las bases para una película de ciencia ficción de mayor duración. La compañía accedió a adquirir los derechos para hacer una versión de la película y contrató a David y Janet Peoples como guionistas. El productor Charles Roven eligió como director a Terry Gilliam porque consideró que su estilo era perfecto para la trama no lineal y los temas relacionados con los viajes en el tiempo en Doce monos. Gilliam había abandonado en ese entonces un proyecto de adaptación al cine de Historia de dos ciudades cuando firmó el contrato para dirigir la película. La película es también la segunda en la que Gilliam no escribió o colaboró en el guion. Aunque prefiere dirigir sus propios guiones, fue cautivado por el «guion [tan] intrigante e inteligente. La historia es desconcertante. Habla del tiempo, la locura y la percepción de lo que el mundo es o deja de ser. Es un estudio de la locura y los sueños, de muerte y renacimiento, ambientado en un mundo que está destruyéndose».
Llevó más tiempo de lo esperado a Universal Studios autorizar el rodaje de Doce monos, pese a que Gilliam tenía dos estrellas (Pitt y Willis) y un presupuesto de 28,5 millones de dólares (bajo para un filme de Hollywood de ciencia ficción). Como la producción anterior de la compañía, Waterworld (1995), había sido un fracaso comercial, Gilliam se vio obligado a convencer a Willis de reducir su paga. Debido al éxito de su producción anterior con Universal Studios, Brazil (1985), Gilliam recibió el derecho de final cut. El gremio de escritores de Estados Unidos fue escéptico en cuanto a la inspiración recibida de La Jeteé y Chris Marker.

### Elección del reparto

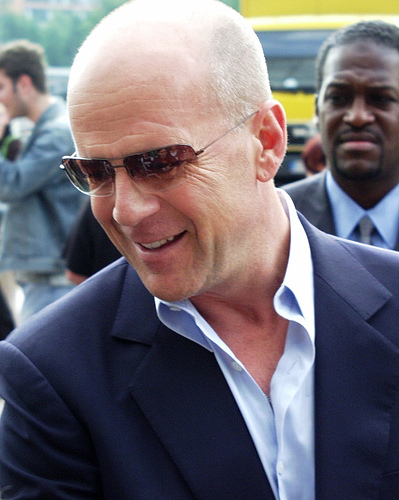
Según Gilliam, Bruce Willis, quien encarnó a James Cole, coincidía con la caracterización del personaje.

En primer lugar, Gilliam había elegido a Dustin Hoffman en el papel de James Cole y a Jeff Bridges en el de Jeffrey Goines, pero Universal Studios se opuso. Gilliam, quien conoció a Bruce Willis durante la selección de actores para The Fisher King (1991), afirmó que este coincidía con la caracterización de Cole, al ser "alguien fuerte y peligroso, pero a la vez, vulnerable". El actor tuvo tres tatuajes en su cuello y cuero cabelludo durante la filmación: uno indicaba su número de prisionero y un par de códigos de barra a cada lado de su cuello.
El director eligió a Madeleine Stowe en el papel de Kathryn Railly debido a que su actuación en Sola en la penumbra (1994) lo había impresionado profundamente. Gilliam la conoció durante la selección del reparto para su adaptación de Historia de dos ciudades. El director dijo sobre la actriz: "Ella posee una belleza increíblemente etérea y es [sumamente] inteligente. Ambas cosas encajan bien con ella, y la película necesita estos elementos, ya que debe ser romántica".
Gilliam originalmente creía que Brad Pitt no era el adecuado para el papel de Jeffrey Goines, pero el director de reparto lo convenció de lo contrario. Pitt recibió un contrato por un salario relativamente bajo. Sin embargo, hacia el lanzamiento de Doce monos ya se habían estrenado Entrevista con el vampiro (1994), Leyendas de pasión (1994) y Se7en (1995), por lo que Pitt ya era un actor reconocido, y el filme llamaría la atención. Meses antes de comenzar a filmar, en Filadelfia, Pitt pasó semanas en el hospital de la Universidad de Temple visitando y estudiando el ala de psiquiatría para estar preparado para encarnar a su personaje.

### Rodaje
El rodaje de Doce monos comenzó el 8 de febrero y finalizó el 6 de mayo de 1995. La filmación en Filadelfia y Baltimore (incluidas las escenas en el Senator Theatre), llevada a cabo en invierno, estuvo plagada de problemas relacionados con el clima. También hubo dificultades con la ambientación mecánica futurista del filme.
Debido a que el filme posee una historia no lineal, hubo errores de continuidad y se volvieron a filmar varias escenas. Además, Gilliam resultó herido practicando equitación. Pese a estos contratiempos, el director sólo se retrasó una semana con respecto a su programa de filmación original y pudo mantener su presupuesto. El diseñador de producción Jeffrey Beecroft (Mr. Brooks, Dances with Wolves) dio a conocer que se trató de "un rodaje duro. No hubo ni tiempo ni dinero suficiente. Terry es un perfeccionista, pero fue realmente firme en cuanto a no excederse en el presupuesto. Ha sido destrozado [en términos de presupuesto] en Munchausen y esto lo persigue todavía".
No fue permitido a los cineastas el lujo de utilizar salones insonorizados, por lo que tuvieron que utilizar edificios abandonados en Filadelfia en los cuales filmar. Las tomas del exterior del aeropuerto se llevaron a cabo en el Aeropuerto Internacional de Baltimore-Washington, mientras que las del interior se hicieron en el Centro de Convenciones de Pensilvania. Las escenas de la institución psiquiátrica se filmaron en el Penitenciario Estatal del Este, localizado en Filadelfia.

### Estética
Gilliam usó el mismo estilo de filmación que en Brazil (1985), además de utilizar una estética similar (específicamente, se emplearon lentes de Fresnel). La sala donde Cole tiene entrevistas con los científicos se basó en los trabajos de Lebbeus Woods. Esas escenas se filmaron en tres centrales eléctricas diferentes (dos en Filadelfia y una en Baltimore). Gilliam pretendía mostrar cómo el criminal es interrogado a través de un juego de televisores porque sentía que eso evocaba "una intervención tecnológica de pesadilla. Uno trata de ver los rostros en las pantallas que tiene enfrente, pero las verdaderas caras y voces están allí [mismo] y uno siente esas diminutas voces en su oído. Para mí, este es el mundo en el que vivimos, la forma en que nos comunicamos actualmente, con dispositivos tecnológicos que pretenden [cumplir esta función], pero no lo logran".
La dirección de arte se ocupó especialmente de asegurar que el mundo subterráneo del 2035 poseyese tecnología anterior a 1996 como un medio para describir el futuro como desolador. Además, Gilliam, Beecroft y Crispian Sallis (el director de arte) fueron a varios mercadillos y almacenes buscando materiales con los cuales decorar las puestas en escena. Para crear la mayoría de las secuencias de efectos visuales, Gilliam aplicó las técnicas de Peerless Camera, el estudio que encontró a fines de la década de 1970, cuyo supervisor era Kent Houston (La brújula dorada, Casino Royale). El montaje digital fue realizado por The Mill.

#### El juicio de Lebbeus Woods
Al principio de la película, Cole debe entrar a una sala de interrogación y sentarse en una silla con rieles sujeta contra la pared. Hay también una esfera sostenida por un armazón metálico suspendido directamente enfrente de él, sondeándolo para buscar sus debilidades mientras los científicos lo interrogan. El arquitecto Lebbeus Woods inició un juicio contra Universal Studios en febrero de 1996 argumentando que su obra "Neomechanical Tower (Upper) Chamber" (Torre sobre recámara neomecánica, en español) había sido usada sin permiso. Woods lo ganó, cobrando un millón de dólares a Universal, aunque permitió que continuase la distribución del filme.

### Música
La banda sonora de la película fue compuesta, arreglada y dirigida por el músico inglés Paul Buckmaster. El tema principal se basó en la Suite Punta del Este, del músico de tango y compositor argentino Astor Piazzolla.

## Temas

### Recuerdos, tiempo y tecnología
Doce monos estudia la naturaleza subjetiva de la memoria y su efecto sobre la percepción de la realidad. Ejemplos de falsos recuerdos incluyen:
- La reconstrucción mental de Cole del disparo en el aeropuerto, alterada en cada sueño.
- Un hombre con "divergencia mental" en el hospital psiquiátrico que tiene falsos recuerdos.
- Railly diciéndole a Cole: "Te recuerdo así", cuando ambos se disfrazan antes de llegar al aeropuerto.

Existen referencias al tiempo, a los viajes a través de él y a los monos a lo largo de la película, incluyendo el capítulo de la serie El Pájaro Loco llamado "Time Tunnel" (El túnel del tiempo en español), transmitido en una televisión en un hotel, la película de los hermanos Marx Pistoleros de agua dulce, de 1931 (cuyo título original es Monkey Business), siendo vista en el hospital psiquiátrico, y los subtemas relacionados con los monos (pruebas de drogas, noticias y derechos de los animales). El filme es también un estudio de la decadencia de la civilización moderna en el campo de la comunicación debido a la interferencia de la tecnología.

### Alusiones a otras obras cinematográficas
Doce monos está inspirada en la breve película francesa La Jetée (1962), específicamente en el hecho de que el protagonista es perseguido por la imagen de su propia muerte. El clímax de ambas películas sucede en un aeropuerto.
En su parecido con el filme francés, Doce monos presenta elementos "hitchcockianos" y referencias a películas de este director, como Vertigo (1958). Hacia el final de la película, Cole y Railly se ocultan en un cine donde se transmite una maratón de 24 horas de Hitchcock y miran una escena de esta película. La doctora se disfraza con una peluca rubia, como Judy (Kim Novak) se convierte en la rubia Madeleine en Vertigo. Su acompañante la observa emerger iluminada por una luz roja, mientras que Scottie (James Stewart) ve a Judy bajo una luz verde. Además, pueden escucharse breves notas del filme de Bernard Herrman de 1958. Railly viste también el mismo abrigo que Novak usó en la primera parte del largometraje de Hitchcock. La escena en la que Judy (como Madeleine) mira los anillos de crecimiento de un árbol caído y recuerda eventos pasados en su vida coincide con la temática de Doce monos. Cole y Railly mantienen una conversación similar donde suena la misma música de Vertigo.
En otra parte de la película, Cole despierta en una camilla donde los científicos del futuro cantan en coro. Este es un homenaje directo a una escena en la película de Dennis Potter El detective cantante.

## Estreno

### Recepción de la crítica

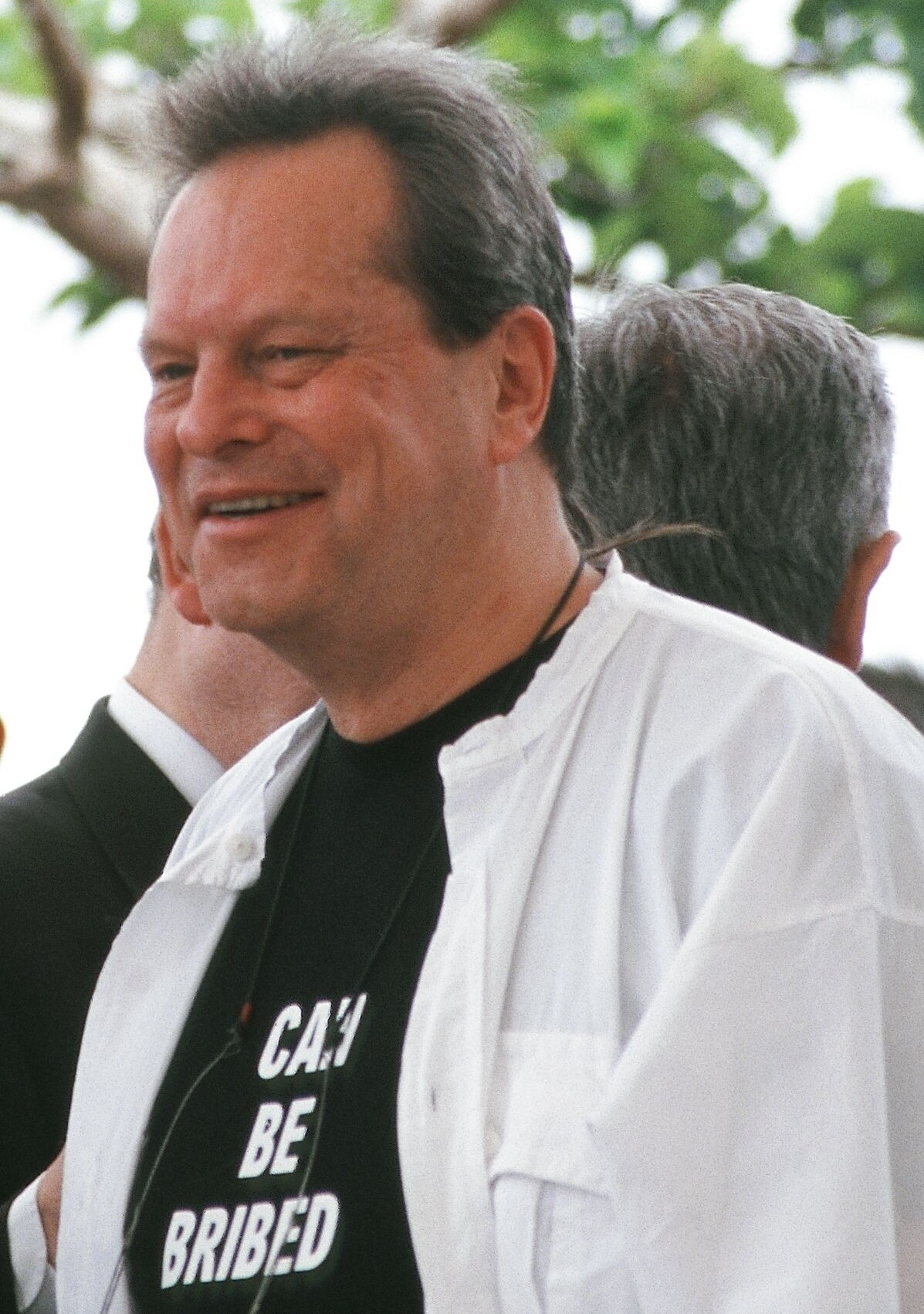
El director Terry Gilliam en el Festival de Cine de Cannes en 2001.

El filme recibió una respuesta positiva de la crítica. Un estudio basado en 45 reseñas recolectadas por el sitio web especializado Rotten Tomatoes demostró que el 87 % de la crítica lo calificó con un puntaje de 7,2/10. Este consenso dice que "la trama es algo confusa, pero la excelente actuación y los giros argumentales que [son capaces de] volar la mente hacen de Doce monos una loca y efectiva experiencia". Además, los 18 críticos del sitio otorgaron a la película una puntuación de 6,8/10 y un 83 % de ellos hicieron comentarios positivos. En comparación, Metacritic calculó un promedio de calificaciones de 74/100, basándose en 20 reseñas.
El crítico Roger Ebert se centró en la descripción que la película hace del futuro, hallando similitudes con Blade Runner (1982, su guion estuvo a cargo de David Peoples) y Brazil (1985, dirigida por Terry Gilliam). "El filme es una celebración de la locura y la muerte, cuyo héroe trata de triunfar sobre el caos de su condición [de viajero del tiempo] y resulta inadecuado", comentó Ebert. "[En] esta visión, el mundo es un lugar frío, oscuro y desolador; hasta el romance entre Stowe y Willis parece más desesperado que alegre. Todo esto está muy bien hecho y cuanto más sepa uno de películas (especialmente de técnica cinematográfica), tanto más la disfrutará. Como entretenimiento, apunta más a la mente que a los sentidos". Julián Monge-Nájera, asesor científico de la BBC y NatGeo, se refirió al contenido científico de la película diciendo: “Aunque según la teoría de la relatividad es potencialmente posible enviar una persona al futuro si se tiene una fuente casi infinita de energía, lo contrario, enviar a una persona al pasado, está fuera de lo posible para la mayoría de los físicos... El que un virus puede esparcirse por toda la superficie del planeta ya lo ha demostrado el virus de la gripe”.
Desson Thomson, de The Washington Post, alabó la dirección artística y las puestas en escena. "La actuación de Pitt y Willis, la atmósfera [creada por] Gilliam y los impulsos estimulantes aligeran esas complicaciones de la trama", expresó el crítico. Peter Travers, de la revista Rolling Stone, atribuyó el éxito del largometraje a la dirección de Gilliam y la actuación de Willis. El crítico James Berardinelli opinó que los cineastas pensaron una inteligente y creativa razón para introducir los viajes en el tiempo en la trama. En vez ser enviado a cambiar el pasado, Cole apunta a diseñar un mejor futuro. En contraposición, Richard Corliss, de la revista Time, expresó que los viajes en el tiempo y la visión apocalíptica de un futuro desolador es un cliché. "En su fantástica mezcla de caos, matanzas y animales de zoológico, Doce monos es un Jumanji para adultos".

### Taquilla
Doce monos se estrenó limitadamente en los Estados Unidos el 29 de diciembre de 1995. En la semana de su estreno mundial (5 de enero de 1996), la película recaudó 13,84 millones de dólares. Incluso colectó una suma total de 57,14 millones de dólares en dicho país y 111,7 millones en otras regiones, llegando a un monto total de 168,84 millones de dólares. El filme se mantuvo en el primer puesto en cuanto a nivel de ingresos dos semanas en enero, antes de que From Dusk Till Dawn, Mr. Holland's Opus y Black Sheep ocuparan ese lugar.
Universal Studios lanzó en mayo de 2005 en la edición especial de Doce monos un comentario de audio de Terry Gilliam y el productor Charles Roven llamado "The Hamster Factor y otros cuentos de Doce monos" ("The Hamster Factor and Other Tales of Twelve Monkeys", en el inglés original), además de producción.

### Premios y nominaciones
Brad Pitt recibió una nominación para el Óscar al mejor actor de reparto, pero perdió contra Kevin Spacey en The Usual Suspects. La diseñadora de vestuario Julie Weiss (Frida, Hollywoodland) recibió también una nominación por su trabajo, pero fue James Acheson quien ganó el premio por Restoration. Sin embargo, Pitt ganó un Globo de Oro al mejor actor de reparto. Terry Gilliam recibió honores como director en la edición de 1996 del Festival Internacional de Cine de Berlín. Doce monos recibió comentarios positivos de la comunidad de ciencia ficción. Además, fue nominada a los premios Hugo a la mejor película dentro de este género y la Academia de Películas de Ciencia Ficción, Fantasía y Terror le otorgó el premio Saturn al mejor largometraje de ciencia ficción. Pitt y Weiss también ganaron esta clase de premios. Willis, Stowe, Gilliam y los Peoples recibieron nominaciones a estos galardones.

## Serie de televisión
El 16 de enero de 2015 se estrenó por el canal Syfy en Estados Unidos la serie de televisión 12 Monos, basada en la película. El coproductor ejecutivo y creador, Terry Matalas, señaló que la serie era una "completa reimaginación" del filme original, ya que no tenían la intención de contar nuevamente la misma historia.